# ميليغالاس
ميليغالاس (Μελιγαλάς) هي مدينة في ميسينيا في مقاطعة كينتريكي إلادا في اليونان.